# Loch Dochart
Loch Dochart är en sjö i Storbritannien.   Den ligger i kommunen Stirling och riksdelen Skottland, i den nordvästra delen av landet, 600 km nordväst om huvudstaden London. Loch Dochart ligger 643 meter över havet.Trakten runt Loch Dochart består i huvudsak av gräsmarker.